# 鉄道辞典
『鉄道辞典』（てつどうじてん）は、日本国有鉄道が編集発行した鉄道と交通に関する事典である。本文989ページからなる上巻と本文947ページからなる下巻は、鉄道80周年記念事業の一つとして1958年（昭和33年）に刊行された。1966年（昭和41年）には本文454ページからなる補遺版が刊行された。日本語で書かれた鉄道に関する事典の中で最大のページ数を擁する。

## 概要
『鉄道辞典』は「部内従事員の執務上参考の資とし、あわせて一般社会に対する鉄道知識普及の便」とする目的で編纂された。上下巻ともB5判横組み28文字×56行×2段で、本文は上下巻あわせて1937ページある。そのほかに図版のページがある。見出しは4,456項目あり、鉄道の技術と事務の全体を網羅するとともに、自動車と海運をも扱う。
国鉄のすべての鉄道路線と自動車線には独立した見出しが与えられている。すべての地方鉄道会社についても同様である。
個々の車両形式の解説は充実しているとは言えず、電車の形式で見出しになっているのはモハ80ただ一つである。
補遺版は上下巻刊行以来8年間の組織改正、技術進歩などに対応する目的で編纂された。本文全454ページに約900項目が収められている。
『鉄道辞典』の「鉄道に関する辞典」という見出しの記事は「本書は、範を独逸のシュローマンの辞典にとり、関係項目を含めて広範にわたる諸知識があまねく収録されており、鉄道科学に欠くことのできない便利な辞典となっている」と自賛している。
辞典の題字は国鉄総裁十河信二の揮毫である。

## 経緯
1935年（昭和10年）、鉄道省大阪鉄道局は四六倍判824ページからなる『鉄道用語辞典』を刊行した。これは、企画編集に1年10か月をかけ、約7,000項目の見出しを立てた辞典であった。『鉄道用語辞典』は「刊行以来、鉄道部内に限らず各方面にわたり予期以上の好評を博し、当時としてわが国における唯一の鉄道辞典として活用された」という。
その後、鉄道省は日本における鉄道70周年を記念して『鉄道大辞典』の刊行を企画した。編纂作業は1942年（昭和17年）に開始されたが、第二次世界大戦の激化により中断された。戦後誕生した日本国有鉄道（国鉄）は『鉄道大辞典』の完成を目指し、1946年（昭和21年）に編纂作業を財団法人運輸調査局に委託した。しかし作業の進捗ははかばかしくなく、編纂は再び中断された。
1952年（昭和27年）に日本の鉄道は80周年を迎えた。国鉄はそれを記念して『日英米独仏露華対訳鉄道辞典』を出版した。これは、8,619語の鉄道用語と交通用語の日本語による解説とイギリス英語、アメリカ英語、ドイツ語、フランス語、ロシア語、中国語での表現を収録したものであった。
このころ『鉄道大辞典』を完成させようという気運が高まり、1953年（昭和28年）4月に国鉄は副総裁を委員長とする鉄道辞典編集委員会を設けた。国鉄、運輸省などの約400名が記事を執筆し、財団法人運輸調査局が原稿の取りまとめ、整理および校正を担い、5年の歳月をかけて『鉄道辞典』が完成した。
1966年（昭和41年）には補遺版が刊行され、それ以降は改訂されていない。なお、国際鉄道連合による『Lexique Général des Termes Ferroviaires』に和訳を追加した『6箇国語対照鉄道用語辞典』を1967年（昭和42年）3月に刊行している。

## 書誌情報
リンクは全て国立国会図書館デジタルコレクション（要ログイン）
- 大阪鉄道局『鉄道用語辞典』博文館、1935年12月25日。doi:10.11501/1207613。
- 日本国有鉄道『日英米独仏露華対訳鉄道辞典』日本国有鉄道、1952年10月14日。doi:10.11501/2465264。
- 日本国有鉄道『日英米独仏露華対訳鉄道辞典』稲垣書店、1952年12月15日。doi:10.11501/2465265。
- 日本国有鉄道『鉄道辞典 上巻』日本国有鉄道、1958年3月31日。doi:10.11501/2486209。
- 日本国有鉄道『鉄道辞典 下巻』日本国有鉄道、1958年3月31日。doi:10.11501/2486300。
- 日本国有鉄道『鉄道辞典 補遺版』日本国有鉄道、1966年3月31日。doi:10.11501/2511423。
- 日本国有鉄道『6箇国語対照鉄道用語辞典』日本国有鉄道、1967年3月20日。doi:10.11501/2513153。